# Ludovicus Episcopius
Ludovicus Episcopius (* um 1520 in Mecheln; † 29. April 1595 in Straubing) war ein franko-flämischer Komponist, Sänger und Kleriker der Renaissance.

## Leben und Wirken
Ludovicus Episcopius war der Sohn des Küsters und Sängers Antonius de Bisschop an der Kirche Onze-Lieve-Vrouw-over-de-Dilje in Mecheln. Seine Ausbildung zum Chorsänger erhielt er vermutlich an der Kollegiatkirche St. Rombout in seiner Heimatstadt durch Theo Verelst, der auch Lehrer von Philippe de Monte und Cipriano de Rore gewesen ist. Danach studierte er von 1538 bis 1541 an der Artes-Fakultät der Universität Löwen und schloss dort als Theologe seine Studien ab. Er wurde zum Priester geweiht und wirkte dann ab 19. Oktober 1545 als zangmeester an der Kollegiatkirche St. Servatius in Maastricht. Er bekam mehrere Benefizien und wurde Mitglied der Bruderschaft der Kapläne als einer der scriptores chori. Diese Stellung gab er im Jahr 1566 unter anderem wegen der dortigen religiösen Unruhen auf. Sein Nachfolger ging kurze Zeit später nach Rom, und dessen Nachfolger, der Komponist Jean de Chaynée, wurde nach einiger Zeit von seinem Kollegen, dem Organisten Hector Constantini, ermordet. Daraufhin kehrte Episcopius am 18. Oktober 1577 in seine frühere Stellung als Kapellmeister und Kantor an St. Servaas für knapp fünf Jahre zurück. Ab 1. Juli 1582 wirkte er dann als Hofkaplan und Sänger am Bayerischen Königshof in München unter Orlando di Lasso; zur gleichen Zeit ist er als Lehrer (praeceptor) für die Ausbildung der Chorknaben verantwortlich. Später, ab 1591, wird er in den Unterlagen der Kollegiatkirche St. Jakob in Straubing als Kanoniker, Kantor und scholastischer Gelehrter geführt; er ist in dieser Stadt Ende April 1595 verstorben. Es gibt von Ludovicus Episcopius ein posthumes Porträt im Portraitbuch der Straubinger Priesterbruderschaft, gemalt 1598 von Nicolas Juvenel.

## Bedeutung
Die Kompositionen von Ludovicus Episcopius sind nur zum Teil überliefert. In den überlieferten Werken wird er als erfahrener Komponist erkennbar, der für die verschiedenen Musikgattungen (niederländische Lieder, Motetten, Messen) die unterschiedlichen kompositorischen Techniken sicher anzuwenden weiß. Die elf Lieder zu drei bis acht Stimmen, davon acht erschienen im Jahr 1554 bei dem Maastrichter Verleger Jacob Baethen, reichen stilistisch vom melancholischen Gesang bis zum äußerst verspielten Trinklied und wechseln zwischen herkömmlicher Polyphonie und neuerer Homophonie. Die überwiegende Zahl der geistlichen Werke entstand mit großer Wahrscheinlichkeit nach 1580 in der deutschen Zeit von Ludovicus Episcopius. In seinen Motetten benutzt er Cantus-firmus-Techniken und freie Imitationen; in der Motette „O beata Caecilia“ setzt er einen Ostinato ein, der auf gregorianischem Material beruht. Im Inventarverzeichnis der Kollegiatkirche St. Odulfus in Borgloon von 1638 ist ein Chorbuch mit Hymni et Missae von Episcopius und Lambertus de Monte aufgeführt; es ist aber nicht gesichert, ob dieses im Bestand auch vorhanden ist.

## Werke (alles Vokalmusik)
- Messen
  - Missa super „Si mon service a merite“ zu vier Stimmen
- Motetten
  - „Exurgens Maria“ zu vier Stimmen
  - „In splendenti nube“ zu fünf Stimmen (unvollständig)
  - „O beata Caecilia“ zu fünf Stimmen
  - „Regnum mundi“ zu fünf Stimmen
  - Salve regina super „Doulce memoire“ zu vier Stimmen
  - Salve regina zu vier Stimmen
  - „Summe Deus nisi christicolas“ zu drei Stimmen im Premier Livre du recueil des fleurs produictes de la divine, Löwen 1560
- Niederländische Lieder
  - „Een bier, een bier, een bierenbroyken“ (Ein Brei von Bier) zu fünf Stimmen, in Dat ierste boeck vanden nieuwe Duijtsche liedekens, Maastricht 1554
  - „Ghequetst ben ic van binnen“ (Ich bin innerlich verletzt) zu acht Stimmen (unvollständig)
  - „Ick seg adieu, wij twee wij moeten scheiden“ (Ich sage lebewohl, wir beide müssen scheiden) zu vier Stimmen, in Een Duijtsch musijck boeck, Löwen / Antwerpen 1572
  - „Ick sou studeren in eenen hoeck“ (Ich hätte in einer Ecke studiert) zu sechs Stimmen
  - „Laet varen alle fantasie“ (Gib alle Vorstellung auf) zu vier Stimmen
  - „O wreede fortuijne“ (O grausames Schicksal) zu drei Stimmen (unvollständig)
  - „Princersselijck greijn, die ic ghern aenschouwe“ (Stattliches Korn, das ich sehen möchte) zu fünf Stimmen
  - „Princersselijck greijn, die ic ghern aenschouwe“ (Stattliches Korn, das ich sehen möchte), publiziert von Pierre Phalèse, eine revidierte Fassung der vorigen Komposition
  - „Schoon lief uut charitaten“ zu sechs Stimmen (unvollständig)
  - „Schoon liefken daer alle mijnen troost“ (Schön Liebchen, du all mein Trost) zu sechs Stimmen (unvollständig)
  - „Susanna heur baeinde in een fontein“ zu vier Stimmen
  - „Vruecht en duecht mijn hert verhuecht“ (Mein Herz freut sich in Spaß und Tugend) zu vier Stimmen